# Roots to Branches
Roots to Branches es el vigésimo álbum lanzado en 1995 por la banda de rock Jethro Tull.
El disco fue concebido como un retorno a las raíces clásicas del folk y el rock del grupo en su época dorada, y como un guiño a las influencias de Oriente.
Todos los temas fueron compuestos por Ian Anderson y grabados en su estudio casero.
El álbum muestra una mayor inspiración en el folk y en la world music, reflejando distintas influencias musicales recibidas tras décadas de giras por todo el mundo. En canciones como "Out of the Noise", Anderson describe vívidas imágenes de las calles del tercer mundo. Este álbum refleja la aceptación, por parte de Anderson, del hecho de que ya era una vieja estrella del rock, con canciones como "Another Harry's Bar" y "Wounded, Old and Treacherous". 

## Puesto en las listas de éxitos
- Puesto en las listas de EE. UU.: 114.
- Puesto en las listas de UK: 20.

## Lista de temas
| #   | Título                         | Autor          | Tiempo |
| --- | ------------------------------ | -------------- | ------ |
| 1.  | "Roots to Branches"            | (Ian Anderson) | 5:11   |
| 2.  | "Rare and Precious Chain"      | (Ian Anderson) | 3:35   |
| 3.  | "Out of the Noise"             | (Ian Anderson) | 3:25   |
| 4.  | "This Free Will"               | (Ian Anderson) | 4:05   |
| 5.  | "Valley"                       | (Ian Anderson) | 6:07   |
| 6.  | "Dangerous Veils"              | (Ian Anderson) | 5:35   |
| 7.  | "Beside Myself"                | (Ian Anderson) | 5:50   |
| 8.  | "Wounded, Old and Treacherous" | (Ian Anderson) | 7:50   |
| 9.  | "At Last, Forever"             | (Ian Anderson) | 7:55   |
| 10. | "Stuck in the August Rain"     | (Ian Anderson) | 4:06   |
| 11. | "Another Harry's Bar"          | (Ian Anderson) | 6:21   |

## Intérpretes
- Ian Anderson: voces, flautas clásica y de bambú, y guitarra acústica.
- Martin Barre: guitarra eléctrica
- Doane Perry: batería.
- Andrew Giddings: teclado.
- Dave Pegg: bajo (pistas 3, 5, 11).
- Steve Bailey; bajo (tracks 1, 6, 7, 8, 9, 10).